# مرا گناهکار بدان
ثابت کن گناهکارم (به انگلیسی: Find Me Guilty) فیلمی در ژانر کمدی، جنایی، درام است. کارگردان فیلم، سیدنی لومت است. این فیلم در سال ۲۰۰۶ منتشر شد.